# Kurt Utke
Kurt Utke (* 2. Dezember 1893 in Frankfurt (Oder); † 30. September 1970 im Mieminger Gebirge) war ein deutscher Marineoffizier, zuletzt Vizeadmiral der Kriegsmarine im Zweiten Weltkrieg.

## Karriere

### Kaiserliche Marine und Erster Weltkrieg
Utke trat am 13. April 1912 als Seekadett in die Kaiserliche Marine (Crew 12) ein. Er absolvierte die Grundausbildung und anschließend die Basisausbildung bis zum 31. März 1913 auf dem als Schulschiff genutzten Großen Kreuzer Victoria Louise. Am 12. April 1913 wurde er zum Fähnrich zur See ernannt. Daraufhin kam er zur weiteren Ausbildung an die Marineschule in Flensburg-Mürwik und absolvierte ab dem 1. April 1914 spezielle Kurse in Artillerie-, Infanterie- und Torpedowesen. Die Schulungen wurden durch den Ausbruch des Ersten Weltkriegs abgebrochen und Utke versah ab dem 12. August 1914 Dienst auf dem als Aufklärungsschiff in der Ostsee eingesetzten Großen Kreuzer Yorck. Am 4. November wurde er dem Matrosen-Regiment 5 der im Rahmen des Marinekorps Flandern eingesetzten 2. Marine-Division zugeteilt. Ab März 1915 erhielt er auf dem Schlachtkreuzer Von der Tann ein weiteres Bordkommando und wurde am 22. März 1915 zum Leutnant zur See befördert. Anschließend nahm er ab März 1917 am U-Boottraining an der U-Bootschule in Neustadt in Holstein teil. Ab Juni 1917 wurde Utke dann als Wachoffizier auf das U-Boot UC 71 der U-Flottille Flandern kommandiert. Am 25. Dezember 1917 erfolgte die Beförderung zum Oberleutnant. Im April 1918 wechselte Utke als Wachoffizier auf SM UC 11, das ebenfalls der U-Flottille Flandern angehörte. Dieses Boot übernahm er am 17. Juni als Kommandant. Am 26. Juni 1918 lief UC 11 in der Nordsee nahe Harwich auf eine Seemine und sank. Utke überlebte als einziger seiner Besatzung, geriet aber in britische Kriegsgefangenschaft, aus der er erst am 30. Mai 1920 entlassen wurde.

### Reichsmarine und Kriegsmarine
Nach der Rückkehr aus der Gefangenschaft blieb Utke Soldat und wurde ab dem 31. Mai 1920 als Zugführer des neu formierten Küstenwehrregiments Wilhelmshaven eingesetzt, bevor er am 25. Oktober 1920 Kompaniechef in der Schiffsstammdivision der Nordsee wurde. Ab dem 9. März 1922 wurde Utke dann als Wachoffizier auf den als Schulschiff genutzten Kleinen Kreuzer Berlin kommandiert. In diese Dienstzeit fiel die Beförderung zum Kapitänleutnant am 1. Januar 1924. Danach wurde Utke ab dem 1. Oktober 1924 wiederum als Kompaniechef eingesetzt, diesmal beim Küstenverteidigungsbataillon 4. Anschließend diente er ab dem 27. September 1926 als Erster Torpedo-Offizier auf dem Linienschiff Elsass und wechselte am 24. September 1928 als militärischer Berater an die Torpedoversuchsanstalt Eckernförde. Am 1. Oktober 1931 wurde er zum Korvettenkapitän befördert. Im Anschluss an diese Verwendung übernahm Utke das 1. Bataillon der Schiffsstammdivision der Ostsee als Kommandeur und wurde anschließend ab dem 6. Januar 1933 Erster Offizier auf dem Leichten Kreuzer Leipzig. Danach war Utke ab dem 27. September 1934 Kommandeur des Marine-Artillerie-Bataillons 4. Auf diesem Dienstposten wurde er am 1. April 1936 zum Fregattenkapitän und am 1. Oktober 1937 zum Kapitän zur See befördert. Ab dem 4. Oktober 1937 war Utke dann Kommandeur der Torpedo- und Nachrichtenschule (T.N.S.) in Flensburg-Mürwik, bevor er dann am 20. April 1939 das Linienschiff Schlesien als Kommandant übernahm. Unter Utkes Kommando transportierte die Schlesien nach Abschluss des Überfalls auf Polen den Chef der Polnischen Marine, den deutschstämmigen Admiral Józef Unrug, als Kriegsgefangenen nach Swinemünde. Unrug war mit Utke aus ihrer gemeinsamen Dienstzeit in der Deutschen Kaiserlichen Marine persönlich bekannt. Am 18. November 1939 gab Utke das Kommando über die Schlesien wieder ab, wurde Kommandeur der Torpedoversuchsanstalt Eckernförde und am 1. März 1942 zum Konteradmiral befördert. Ab dem 22. Februar 1943 wurde Utke dann Inspekteur des Torpedowesens der Kriegsmarine und in dieser Dienststellung am 1. Februar 1944 Vizeadmiral. Ab dem 6. Dezember 1944 war Utke dann noch kurzzeitig als Inspekteur der Wehr-Ersatz-Inspektion in Bremen eingesetzt. Als die Stadt am 26. April 1945 von der Britischen Armee erobert wurde, geriet Utke erneut in britische Kriegsgefangenschaft, aus der er am 17. Mai 1948 entlassen wurde.

### Unfalltod in den Alpen
Utke wurde während einer Bergtour im Mieminger Gebirge auf der Ostseite der Ehrwalder Sonnenspitze am 30. September 1970 als vermisst gemeldet, seine Leiche wurde allerdings erst am 6. August 1971 gefunden. Die Tiroler Polizei legte den Todeszeitpunkt auf den 30. September 1970 fest.

### Auszeichnungen
- Eisernes Kreuz (1914) II. und I. Klasse[3]
- Bayerischer Militärverdienstorden IV. Klasse mit Schwertern[3]
- Hamburgisches Hanseatenkreuz
- U-Boot-Kriegsabzeichen (1918)
- Dienstauszeichnung (Wehrmacht), DA IV bis DA I
- Ehrenkreuz für Frontkämpfer
- Kriegsverdienstkreuz (1939) II. und I. Klasse mit Schwertern
- Deutsches Kreuz in Silber am 28. Dezember 1943